# 푸에르토리코 신진보당

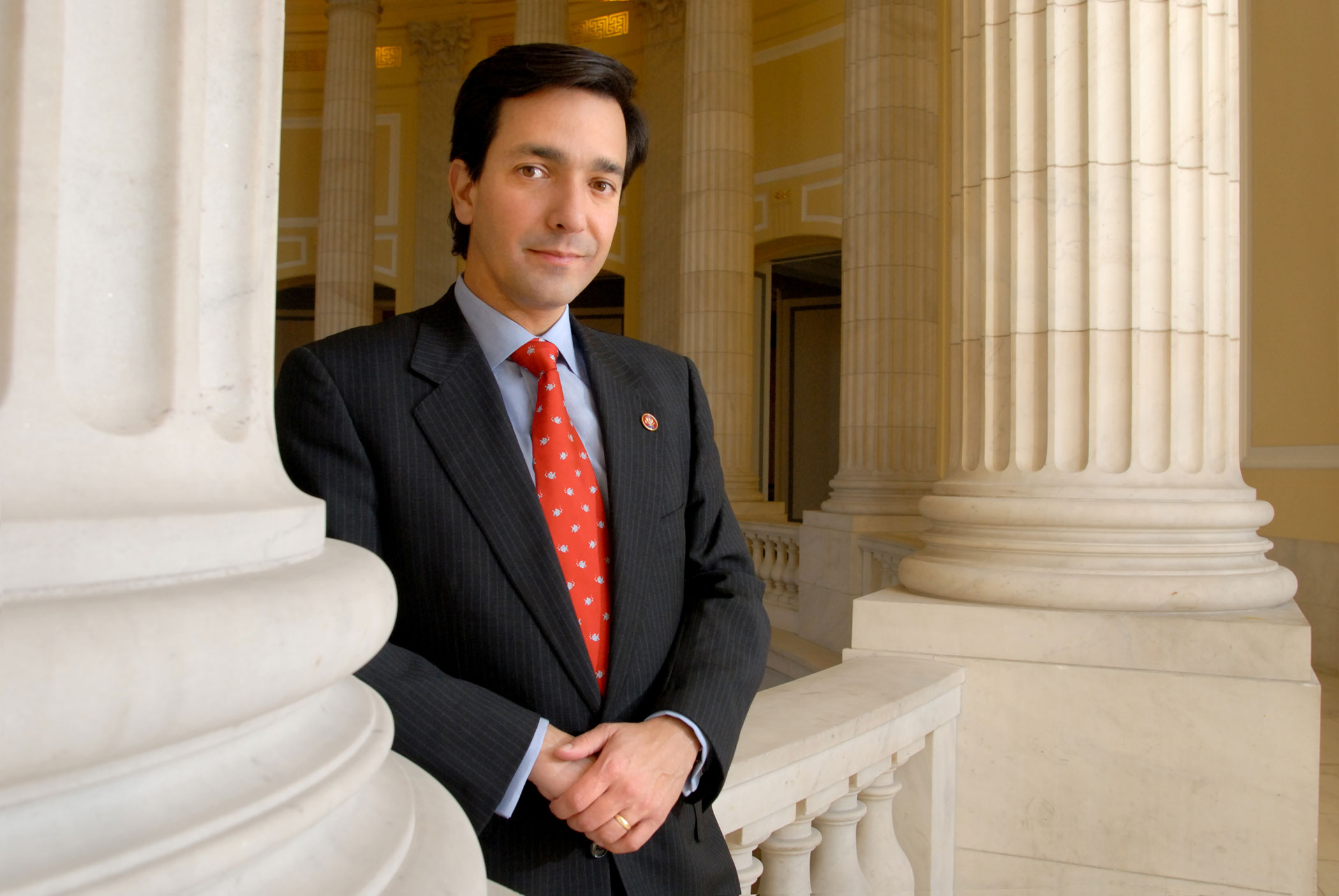
푸에르토리코 신진보당의 현재 의장이자 前 푸에르토리코 총독인 루이스 포르투뇨

푸에르토리코 신진보당(스페인어: Partido Nuevo Progresista de Puerto Rico, 약칭 PNP)는 푸에르토리코의 보수자유주의 정당이다. 현재 의장은 루이스 포르투뇨이다.
이들은 2008년 총선에서 푸에르토리코의 상, 하원 모두에서 다수당이 되었다. 또한 미국 하원에 파견하는 판무관과 총독의 자리도 차지하고 있다.
푸에르토리코 신진보당은 미국 공화당, 미국 민주당 양쪽과 모두 관련이 있다. 정당명에는 진보가 들어가지만 이들의 정치색은 특정한 이념으로 판단하기는 어려우며, 푸에르토리코가 미국의 정식 행정주(미국 51번째 주)로 편입되기를 바란다는 점이 가장 큰 특징이다.
초기 이들의 다수는 지난날 미국 공화당의 멤버였으며, 현재 푸에르토리코 총독인 루이스 포르투뇨(Luis G. Fortuño) 역시 지난날 미국 공화당 당원이었다. 그러나 포르투뇨 이전 신진보당 출신 총독이었던 카를로스 바르켈로(Carlos Barceló)와 페드로 곤잘레스(Pedro Rosselló González)는 지난날 미국 민주당 당원이었다. 현직 판무관 페드로 피엘루이시(Pedro Pierluisi) 역시 지난날 미국 민주당 당원이었다.
이 외에도 루이스 포르투뇨는 지난날 푸에르토리코의 미국 공화당 전국위원을 맡은 적이 있고, 푸에르토리코 서기관 케네스 맥클린톡은 지난날 푸에르토리코의 미국 민주당 전국위원을 맡은 적이 있다.

## 같이 보기
- 51번째 주